# Hagondange
Hagondange é uma comuna francesa na região administrativa de Grande Leste, no departamento de Mosela. Estende-se por uma área de 5,5 km². Em 2010 a comuna tinha 9 348 habitantes (densidade: 1 699,6 hab./km²).